# Банира Ігор Зіновійович
Ігор Зіновійович Банира (нар. 18 червня 1978, с. Коцюбинці, нині Україна) — український громадсько-політичний діяч. Голова Гусятинської РДА (від 9 вересня 2013 до 22 березня 2014).

## Життєпис
Ігор Банира народився 18 червня 1978 року у селі Коцюбинцях, нині Васильковецької громади Чортківського району Тернопільської области України.
Працював начальником відділу Держземагентства України в Гусятинському районі, головою Гусятинської РДА (2013—2014).